# Débora Cristiane de Oliveira
Débora Cristiane de Oliveira (Debinha) (Brazópolis, 20 oktober 1991) is een Braziliaans voetbalspeelster.
Zij kwam uit voor het Noorse Avaldsnes IL, samen met Braziliaans international Rosana, en maakte vervolgens op 14 februari 2017 een transfer naar North Carolina Courage om in de NWSL te gaan spelen.
Dat jaar werd zij tweede in de NWSL, de twee opvolgende jaren (2018 en 2019) behaalde ze de titel.

## Statistieken
| Seizoen | Club                   | Land      | Competitie | Wedstrijden | Doelpunten |
| ------- | ---------------------- | --------- | ---------- | ----------- | ---------- |
| 2013    | Avaldsnes IL           | Noorwegen | TOP        | 12          | 3          |
| 2014    | Avaldsnes IL           | Noorwegen | TOP        | 21          | 20         |
| 2015    | Avaldsnes IL           | Noorwegen | TOP        | 7           | 3          |
| 2017    | North Carolina Courage | VS        | NWSL       | 25          | 4          |
| 2018    | North Carolina Courage | VS        | NWSL       | 23          | 9          |
| 2019    | North Carolina Courage | VS        | NWSL       | 21          | 10         |
| 2020    | North Carolina Courage | VS        | NWSL       | –           | –          |
| Totaal  | Totaal                 | Totaal    | Totaal     | 109         | 49         |

Laatste update: maart 2020

## Interlands
In 2010 speelde ze met het Braziliaanse O20 vrouwenelftal op het WK voor junioren, waar ze twee goals scoorde. Sinds 2011 komt ze uit voor het Braziliaans vrouwenvoetbalelftal.
In 2016 nam Debinha deel aan de Olympische Zomerspelen 2016 in Rio de Janeiro. Ze speelde de verloren halve finale.
In 2018 won zij de Copa Americana Femina in Chili.

## Privé
Debinha heeft een relatie met haar teamgenoot Meredith Speck.